# Bilderdam
Bilderdam is een Nederlandse buurtschap, grotendeels gelegen in de Zuid-Hollandse gemeente Kaag en Braassem, maar met ook enkele huizen in de gemeente Nieuwkoop. Bilderdam ligt ten noordoosten van de stad Alphen aan den Rijn.

## Geografie
Bilderdam ligt in de Wassenaarsche Polder. Ten noorden van Bilderdam liggen de Westeinder Plassen en ten zuiden liggen de Langeraarsche Plassen.
De dorpskern valt officieel onder de woonplaats Leimuiden (gemeente Kaag en Braassem), het zuidoostelijke deel onder de woonplaats Ter Aar (gemeente Nieuwkoop).
Op 1 januari 2012 is een wijziging van de provinciegrens doorgevoerd. Voor die tijd viel een klein gedeelte van Bilderdam onder de gemeente Uithoorn in de provincie Noord-Holland.

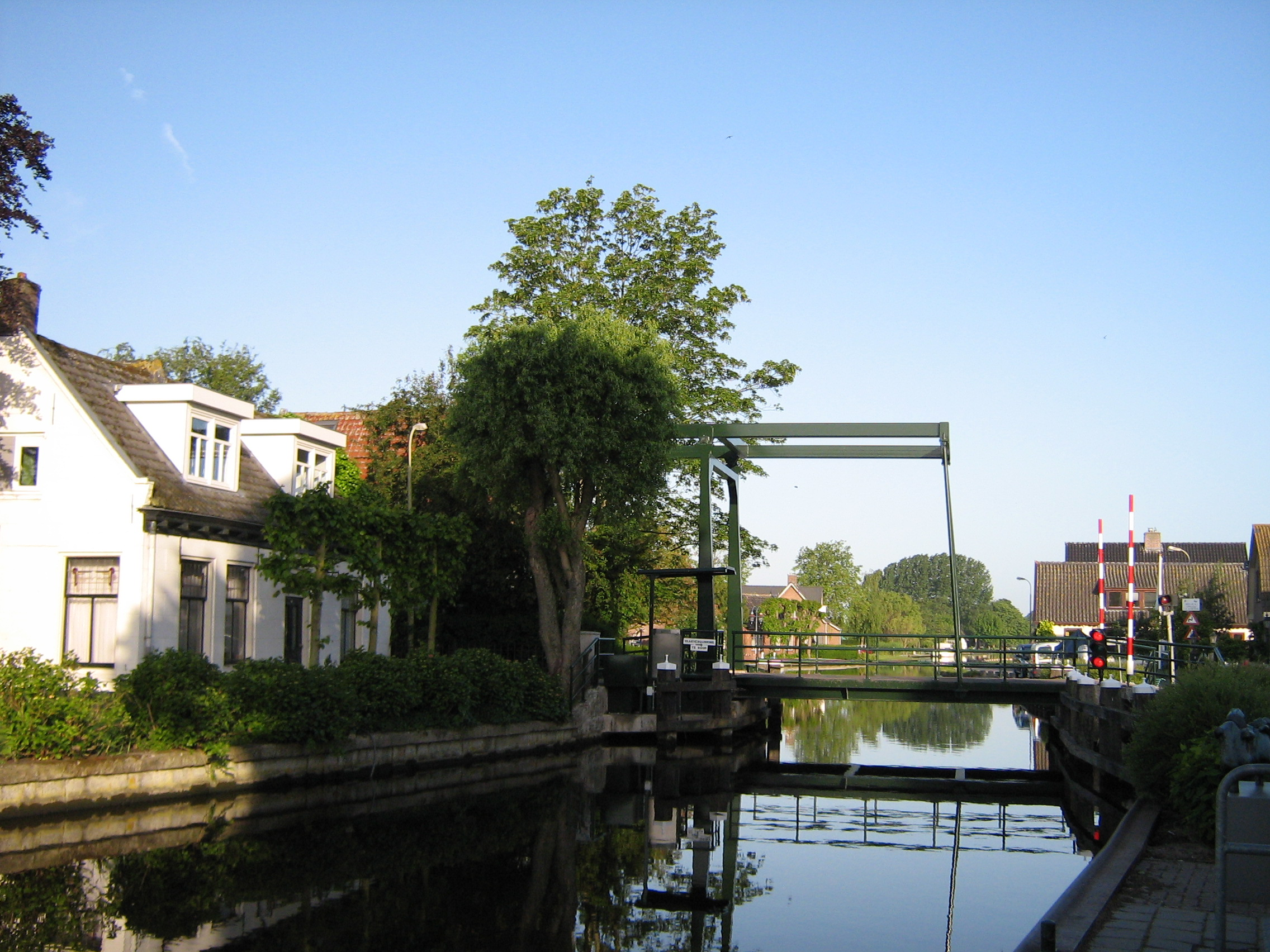
De brug in Bilderdam over de Drecht
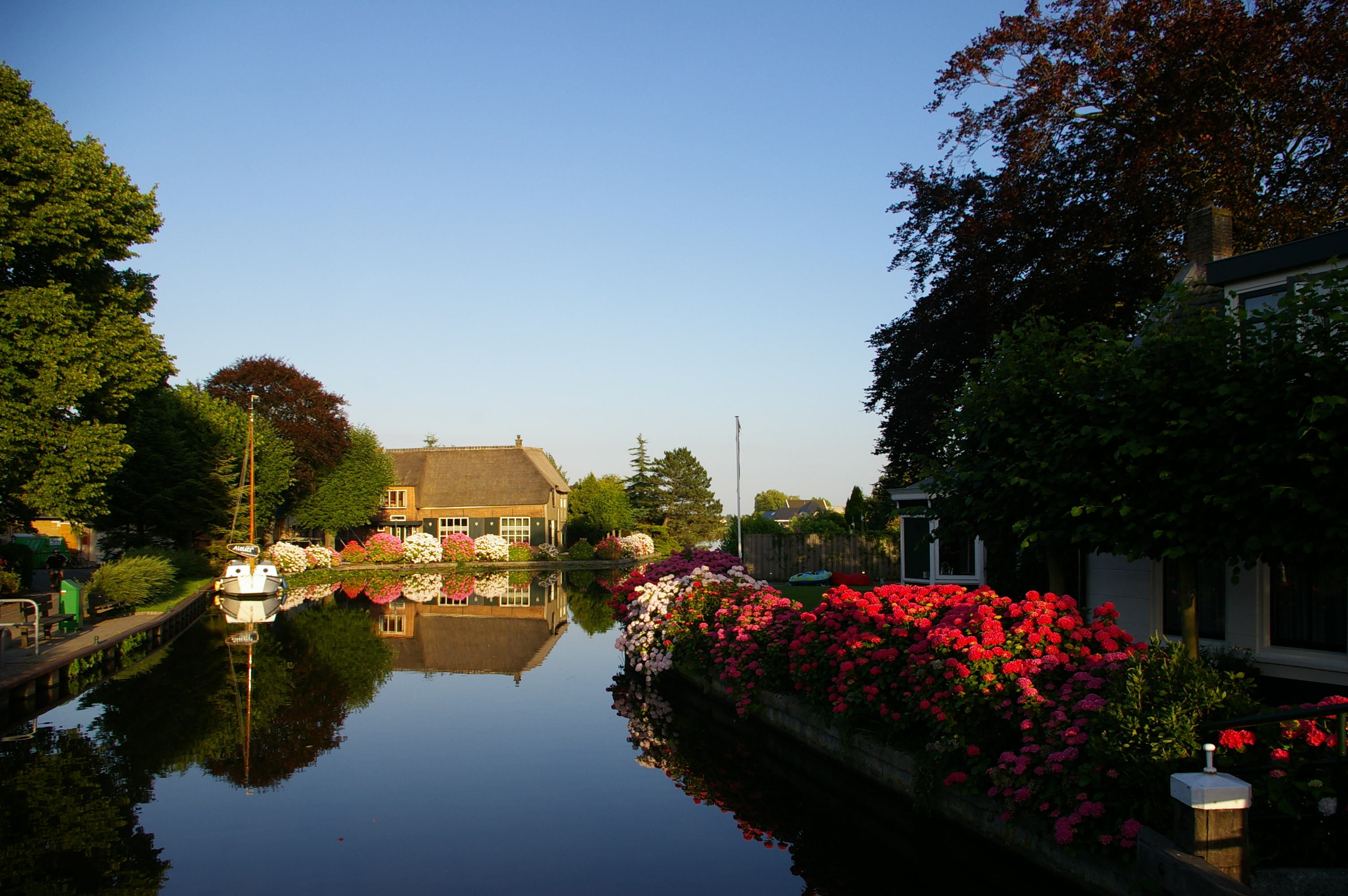
Gezicht vanaf de brug

## Monument
- Woonhuis, Bilderdam 24 (gemeentelijk monument)